# Lebanon (Missouri)
Lebanon és una població dels Estats Units a l'estat de Missouri. Segons el cens del 2000 tenia 12.155 habitants.

## Demografia
Segons el cens del 2000, Lebanon tenia 12.155 habitants, 5.132 habitatges, i 3.181 famílies. La densitat de població era de 344,3 habitants per km².
Dels 5.132 habitatges en un 30,6% hi vivien nens de menys de 18 anys, en un 45,8% hi vivien parelles casades, en un 12,3% dones solteres, i en un 38% no eren unitats familiars. En el 33,4% dels habitatges hi vivien persones soles el 16,6% de les quals corresponia a persones de 65 anys o més que vivien soles. El nombre mitjà de persones vivint en cada habitatge era de 2,3 i el nombre mitjà de persones que vivien en cada família era de 2,91.
Per edats la població es repartia de la següent manera: un 25,2% tenia menys de 18 anys, un 10,1% entre 18 i 24, un 27,4% entre 25 i 44, un 19,5% de 45 a 60 i un 17,9% 65 anys o més.
L'edat mediana era de 36 anys. Per cada 100 dones de 18 o més anys hi havia 82,9 homes.
La renda mediana per habitatge era de 27.668 $ i la renda mediana per família de 36.509 $. Els homes tenien una renda mediana de 27.657 $ mentre que les dones 17.509 $. La renda per capita de la població era de 16.636 $. Entorn del 12,3% de les famílies i el 15,2% de la població estaven per davall del llindar de pobresa.

## Poblacions properes
El següent diagrama mostra les poblacions més properes.